# 目标导向设计
目标导向设计(goal-directed design)是面向行为的设计，旨在处理并满足用户的目标和动机。数字产品直接与人交互，设计时除了需要注重形式和美学规则，更要关注通过恰当设计的行为来实现用户目标，这样所有的一切才能和谐地融为一体。
为了理解目标导向设计，首先需要更好地理解用户的目标，以及这些目标如何有助于设计适当的交互行为。

## 目标导向设计与交互设计的关系
目标导向设计是进行交互设计的一种设计方法。
设计师遵循“以用户为中心的设计”思想，采用“目标导向”的设计方法，开展交互设计活动，达成和提升产品的可用性和用户体验。